# Парасауролофус
Парасауролофус је био крупан диносаурус, сличан свом сроднику сауролофусу. Исто се оглашавао, био је сличне грађе, али много већи. Парасауролофус је био дуг и до 14 метара и висок око 6-9 метара, са тежином до 3 тоне. Хранио се биљкама и живео је у влажним пределима и као и остали Хадросауруси могао је да се креће на две или на четири ноге. Живео је у Северној Америци у касној креди, пре око 74 милиона година.
Кранијална креста му је била у облику цеви која је полазила од чела и савијала се ка леђима.
Род и подврсте
| српски назив   | латински назив | доба        |
| -------------- | -------------- | ----------- |
| анатосаурус    |                | горња креда |
| бактросаурус   |                | горња креда |
| едмонтосаурус  |                | горња креда |
| коритосаурус   |                | горња креда |
| критосаурус    |                | горња креда |
| ламбеосаурус   |                | горња креда |
| мајасаура      |                | горња креда |
| парасауролофус |                | горња креда |
| сауролофус     |                | горња креда |
| хадросаурус    |                | горња креда |
| хипакросаурус  |                | горња креда |
| чинтаосаурус   |                | горња креда |
| шантунгосаурус |                | горња креда |